# Багабад
Багабад (перс. باغ اباد) — село в Ірані, у дегестані Бакерабад, у Центральному бахші, шахрестані Магаллат остану Марказі. За даними перепису 2006 року, його населення становило 76 осіб, що проживали у складі 15 сімей.

## Клімат
Середня річна температура становить 17,67 °C, середня максимальна – 32,09 °C, а середня мінімальна – 1,42 °C. Середня річна кількість опадів – 623 мм.
| Клімат поселення                              | Клімат поселення | Клімат поселення | Клімат поселення | Клімат поселення | Клімат поселення | Клімат поселення | Клімат поселення | Клімат поселення | Клімат поселення | Клімат поселення | Клімат поселення | Клімат поселення | Клімат поселення |
| Показник                                      | Січ.             | Лют.             | Бер.             | Квіт.            | Трав.            | Черв.            | Лип.             | Серп.            | Вер.             | Жовт.            | Лист.            | Груд.            |                  |
| Середній максимум, °C                         | 13,62            | 15,12            | 19,34            | 24,89            | 29,66            | 32,09            | 31,99            | 30,83            | 28,93            | 25,70            | 20,70            | 16,14            |                  |
| Середня температура, °C                       | 7,51             | 9,02             | 13,23            | 18,78            | 23,56            | 25,99            | 25,26            | 24,11            | 22,21            | 18,97            | 13,98            | 9,42             |                  |
| Середній мінімум, °C                          | 1,42             | 2,90             | 7,12             | 12,68            | 17,45            | 19,89            | 18,53            | 17,37            | 15,48            | 12,24            | 7,24             | 2,68             |                  |
| Норма опадів, мм                              | 42               | 63               | 90               | 67               | 47               | 37               | 87               | 79               | 41               | 27               | 18               | 25               |                  |
| Середньомісячна швидкість вітру, м/с          | 0.91             | 0.83             | 1.06             | 1.10             | 1.51             | 1.30             | 1.26             | 1.22             | 0.90             | 0.80             | 0.60             | 0.78             |                  |
| Середньомісячна сонячна радіація, кДж/м²·день | 8514             | 11038            | 14324            | 18463            | 21926            | 24593            | 21699            | 20705            | 18665            | 15640            | 11846            | 8527             |                  |
| --------------------------------------------- | ---------------- | ---------------- | ---------------- | ---------------- | ---------------- | ---------------- | ---------------- | ---------------- | ---------------- | ---------------- | ---------------- | ---------------- | ---------------- |
| Джерело:                                      |                  |                  |                  |                  |                  |                  |                  |                  |                  |                  |                  |                  |                  |